# Goddu, Sakleshpur
Goddu là một làng thuộc tehsil Sakleshpur, huyện Hassan, bang Karnataka, Ấn Độ.